# Mumbly
Mumbly (The Mumbly Cartoon Show) è una serie televisiva d'animazione statunitense del 1976 diretta da Charles A. Nichols e prodotta dalla Hanna-Barbera Productions. Fu trasmessa sulla ABC dall'11 settembre al 18 dicembre 1976 in 16 episodi di 7 minuti, come parte del contenitore The Tom and Jerry/Grape Ape/Mumbly Show in cui veniva abbinata a repliche di The Tom & Jerry Show e Il Gorilla Lilla. L'edizione italiana fu trasmessa dal 19 marzo 1981 sulle televisioni locali del circuito GPE - Telemond, all'interno del programma Ciao Ciao. Il personaggio è una parodia animata del famoso tenente Colombo, di cui riprende le principali caratteristiche. 
Il protagonista della serie è il tenente Mumbly, un cane investigatore in impermeabile, che lavora con un umano, il capitano Schnooker, per catturare criminali che spesso sfoggiano nomi allitterativi. Mumbly, che è caratterizzato dalla stessa risatina ansimante di Muttley, riesce sempre a catturare i criminali (spesso per sfinimento) inseguendoli e perseguitandoli in modo incessante, ma viene trattato male da Schnooker che si prende ogni volta tutti i meriti. La serie ebbe bassi ascolti e non fu rinnovata per una seconda stagione, ma Mumbly fu riutilizzato come cattivo, in coppia con il Bieco Barone (fratello di Dick Dastardly), nella serie L'olimpiade della risata e nel film TV Yoghi e il magico volo dell'Oca Sgargiante (1987).

## Personaggi e doppiatori
| Personaggio        | Doppiatore originale | Doppiatore italiano |
| ------------------ | -------------------- | ------------------- |
| Mumbly             | Don Messick          | Piero Tiberi        |
| Capitano Schnooker | John Stephenson      | Luciano De Ambrosis |

## Episodi
| nº | Titolo originale               | Titolo italiano | Prima visione USA |
| -- | ------------------------------ | --------------- | ----------------- |
| 1  | Fleetfeet Versus Flat Foot     |                 | 11 settembre 1976 |
| 2  | The Great Hot Car Heist        |                 | 18 settembre 1976 |
| 3  | The Magical Madcap Caper       |                 | 25 settembre 1976 |
| 4  | The Big Breakout Bust          |                 | 2 ottobre 1976    |
| 5  | The Return of Bing Bong        |                 | 9 ottobre 1976    |
| 6  | The Super-Dooper Super Cop     |                 | 16 ottobre 1976   |
| 7  | The Big Ox Bust                |                 | 23 ottobre 1976   |
| 8  | The Great Graffiti Gambit      |                 | 30 ottobre 1976   |
| 9  | Taking Stock                   |                 | 6 novembre 1976   |
| 10 | The Littermugg                 |                 | 13 novembre 1976  |
| 11 | The Perils of the Purple Baron |                 | 20 novembre 1976  |
| 12 | The Fatbeard the Pirate Fracas |                 | 25 novembre 1976  |
| 13 | The Big Snow Foot Snow Job     |                 | 27 novembre 1976  |
| 14 | Sherlock's Badder Brudder      |                 | 4 dicembre 1976   |
| 15 | The UFO's a No-No              | Gli U.F.O.      | 11 dicembre 1976  |
| 16 | Hyde and Seek                  | Mister Hyde     | 18 dicembre 1976  |